# Pedrocortesella hardyi
Pedrocortesella hardyi är en kvalsterart som beskrevs av Balogh 1968. Pedrocortesella hardyi ingår i släktet Pedrocortesella och familjen Licnodamaeidae. Inga underarter finns listade i Catalogue of Life.